# Greatest Hits 1976-1986
Greatest Hits 1976-1986 è una raccolta dei principali successi dell'artista britannico Elton John.

## Descrizione
L'album venne distribuito negli Stati Uniti per rimpiazzare una precedente compilation, Elton John's Greatest Hits Volume III (Geffen Records); la cosa andò in porto a causa di problemi legali creatisi fra le varie etichette discografiche che avevano pubblicato i brani di Elton. Nel 1992, Greatest Hits Vol. 3 venne quindi eliminato dal mercato e rimpiazzato da una nuova compilation, Greatest Hits 1976-1986.
Occorre specificare la proprietà dei brani contenuti nella raccolta del 1977 Elton John's Greatest Hits Volume II: essi, infatti, appartenevano sia alla DJM Records che alla Rocket Records (negli Stati Uniti il problema non si poneva, dato che le canzoni erano state tutte distribuite dalla MCA Records). Ciò richiese necessariamente un accordo tra le due case discografiche. Nel 1992, però, Elton firmò con la Polygram Records: l'operazione assegnò all'etichetta i diritti di tutte le registrazioni antecedenti al 1976. Greatest Hits Volume II non poteva più essere presentato come prima: Sorry Seems to Be the Hardest Word e Don't Go Breaking My Heart, quindi, furono eliminate dalla tracklist dell'album e incluse in Greatest Hits 1976-1986. Per far spazio a queste due hits vennero eliminati due brani: Heartache All Over the World e Too Low For Zero (contenuti invece in Greatest Hits Vol. 3). Fu inoltre aggiunto Who Wears These Shoes?, un brano del 1984 dal successo discreto.
Oggi il disco è distribuito dalla Island Records.

## Tracce
1. I'm Still Standing
2. Mama Can't Buy You Love
3. Sorry Seems to Be the Hardest Word
4. Little Jeannie
5. Blue Eyes
6. Don't Go Breaking My Heart (con Kiki Dee)
7. Empty Garden (Hey Hey Johnny)
8. Kiss the Bride
9. I Guess That's Why They Call It the Blues
10. Who Wears These Shoes?
11. Sad Songs (Say So Much)
12. Wrap Her Up
13. Nikita